# Natalbany
Natalbany est une census-designated place de la paroisse de Tangipahoa, en Louisiane, aux États-Unis. 